# La Valise
Pour les articles homonymes, voir La Valise (homonymie).
Pour plus de détails, voir Fiche technique et Distribution.
La Valise est une comédie policière française coécrite et réalisée par Georges Lautner, sortie en 1973.

## Synopsis
Un agent des services secrets israéliens, grillé, à cause d'une femme, croit-il, doit quitter la capitale libyenne où il est en mission. Il se réfugie à l'ambassade de France où l'attaché militaire, le colonel Mercier, l'accueille et prend sur lui de lui faire rejoindre la France dans la valise diplomatique. Il ne peut en effet rester dans un pays arabe. Aidé du capitaine Augier des services de renseignements français, il voyage dans la valise. C'est le début d'une aventure rocambolesque…

## Fiche technique
Sauf indication contraire, les informations mentionnées dans cette section peuvent être confirmées par la base de données cinématographiques IMDb,  présente dans la section « Liens externes ».
- Titre original : La Valise
- Réalisation : Georges Lautner
- Scénario : Georges Lautner et Francis Veber
- Musique : Philippe Sarde
- Photographie : Maurice Fellous
- Son : Alain Curvelier
- Montage : Noëlle Boisson, Joëlle Hache et Francine Pierre
- Production : Alain Poiré
- Société de production : Gaumont
- Société de distribution : Gaumont Distribution
- Pays d'origine :  France
- Langues originales : français, arabe
- Format : couleur - 1,66:1 - Mono - 35 mm
- Genre : comédie policière
- Durée : 100 minutes
- Date de sortie :
  - France : 11 octobre 1973
- Affiche : Charles Rau (France)

## Distribution
- Mireille Darc : Françoise
- Michel Constantin : Capitaine Augier
- Jean-Pierre Marielle : Commandant Bloch
- Michel Galabru : Baby
- Amidou : Abdul
- Robert Dalban : Mercier
- Jean Lefebvre : le bagagiste
- Raoul Saint-Yves : l'ambassadeur
- Arch Taylor : l'Américain
- Abderrahmane El Kebir

## Production
Distribution de rôles
Mireille Darc joue le personnage Françoise, l’artiste du music-hall. Ce prénom rappelle celui de François Pignon, un nom récurrent servant à différents personnages de fiction dans les comédies de Francis Veber.
C'est la deuxième collaboration de l'équipe Lautner/Veber/Constantin/Darc en un an, après "Il était une fois un flic". Mireille Darc et Michel Constantin avaient déjà joué ensemble dans Ne nous fâchons pas, déjà un film de Georges Lautner, en 1966.
Tournage
Le tournage a lieu à Almeria, en Andalousie en Espagne.
Musique
La Valise marque la première collaboration de Georges Lautner avec le compositeur Philippe Sarde, qui travailleront encore sur quatorze autres films.
Le chanteur Serge Reggiani créera la chanson L’Arabe, écrite par Sylvain Lebel et mise en musique par Philippe Sarde, prévue pour le générique de fin mais qui ne sera finalement pas retenue.

### Documentation
- La Valise : Histoires de Tournages.